# Plagiopteraceae
Plagiopteraceae é o nome botânico de uma família de plantas dicotiledóneas. A família com este nome tem sido ocasionalmente reconhecido por sistemas de taxonomia vegetal, nomeadamente pelo sistema APG, onde é colocada como tendo posição incerta (incertae sedis).
A autoridade científica da família é Airy Shaw, tendo sido publicada em Kew Bulletin 18: 266. 1964.
O sistema APG II (2003) não reconhece a famílias e as plantas em causa são colocadas na família Celastraceae.
Se aprovado, é uma pequena família de lianas, encontrada no sudeste da Ásia.
Possui uma única espécie, Plagiopteron suaveolens.
A classificação filogenética coloca actualmente esta espécie na família Celastraceae.